# Halichoeres aestuaricola
Halichoeres aestuaricola là một loài cá biển thuộc chi Halichoeres trong họ Cá bàng chài. Loài này được mô tả lần đầu tiên vào năm 1972.

## Từ nguyên
Từ định danh leptotaenia được ghép bởi hai âm tiết trong tiếng Latinh: aestuarium ("cửa sông, đầm lầy") và hậu tố cola ("cư dân"), hàm ý đề cập đến môi trường sống nước lợ của loài cá này.

## Phạm vi phân bố và môi trường sống
Từ giữa vịnh California, H. aestuaricola được phân bố trải dài đến Colombia. Loài này sống chủ yếu ở môi trường nước lợ (điển hình là rừng ngập mặn và cửa sông), nơi có nền đáy cát bùn hoặc đá độ sâu đến ít nhất là 5 m.

## Mô tả
H. aestuaricola có chiều dài cơ thể lớn nhất được ghi nhận là 30 cm. Cá đực trưởng thành có màu nâu xám, hơi ánh màu tím nhạt. Đầu sẫm màu xanh lam hơn hoặc phớt hồng. Có một đốm đen nằm ở thân trước, sau gốc vây ngực. Các vây hầu hết có màu vàng nhạt, trừ gốc vây lưng và phần dưới của vây đuôi sẫm màu tím. Cá cái có màu tím xám, hơi phớt vàng ở giữa thân. Vây lưng và vây hậu môn màu vàng nhạt. Có một đốm đen ở giữa vây lưng và trên gốc vây đuôi (rõ ràng hơn ở cá con).
Số gai ở vây lưng: 9; Số tia vây ở vây lưng: 11; Số gai ở vây hậu môn: 3; Số tia vây ở vây hậu môn: 11–12; Số tia vây ở vây ngực: 12–14; Số gai ở vây bụng: 1; Số tia vây ở vây bụng: 5; Số vảy đường bên: 27–28.